# Eleições federais na Austrália em 2019
As eleições federais na Austrália em 2019 foram realizadas em 18 de maio de 2019 para eleger os membros do 46º Parlamento da Austrália. A eleição foi convocada após a dissolução do 45º Parlamento como eleito nas eleições federais de dupla dissolução de 2016. Todos os 151 assentos na Câmara dos Representantes (câmara baixa) e 40 dos 76 assentos no Senado (câmara alta) estavam prontos para as eleições.
O governo minoritário da Coalizão, liderado pelo primeiro-ministro Scott Morrison, tentava ganhar um terceiro mandato de três anos contra a oposição trabalhista, liderada pelo líder da oposição Bill Shorten. Partidos minoritários e independentes também disputaram as eleições, dos quais os mais populares foram o Partido Verde, o Partido Uma Nação e o Partido da Austrália Unida, de acordo com pesquisas de opinião nacionais. O Partido Verde, a Aliança Central e o Partido Australiano de Katter defenderam com sucesso um lugar cada na Câmara dos Representantes.
A Austrália exige o voto compulsório e usa a votação instantânea de turnos de preferência total com voto distrital para a Câmara dos Deputados e preferencialmente o voto único transferível no Senado proporcionalmente representado. A eleição foi administrada pela Comissão Eleitoral Australiana.
Às 0:00 h da manhã (horário local) de 19 de maio, Antony Green e a Australian Broadcasting Corporation calcularam que a Coalizão havia conquistado pelo menos 74 assentos, enquanto os trabalhistas haviam conquistado pelo menos 66, com cinco assentos ainda indecisos. Green disse que, com base em seus cálculos, não havia um cenário politicamente realista para o Partido Trabalhista vencer, e a Coalizão havia, no mínimo, mantido um governo minoritário.
O resultado foi considerado um transtorno, já que a Coalizão esteve consistentemente atrás nas pesquisas por quase três anos. No entanto, a Coalizão se beneficiou de uma exibição mais forte do que o esperado em Queensland. O Partido Nacional Liberal (PNL), que disputa eleições em Queensland para a Coalizão, organizou acordos preferenciais com dois partidos menores de direita, o Uma Nação e o Austrália Unida. O PNL foi projetado para ganhar até 25 dos 30 assentos do estado, devido em parte às preferências do Uma Nação e do Austrália Unida.
Na noite da eleição, Morrison, conservador, foi declarado vencedor e disse que sempre acreditou em milagres. Sua vitória gerou surpresa, pois contrariou as pesquisas de opinião. Shorten reconheceu a derrota e declarou sua intenção de se afastar como líder de seu partido, mas que quer permanecer no parlamento.